# Computer Entertainment Rating Organization
Computer Entertainment Rating Organization (CERO, 特定非営利活動法人 コンピュータエンターテインメントレーティング機構, Tokutei Hieiri Katsudō Hōjin Konpyūta Entāteinmento Rētingu Kikō) är en organisation i Japan som sätter åldersrekommendationer på dator- och TV-spel.

## Åldersgränser

### A
Ingen åldersgräns.

### B
Spelet rekommenderas för personer över 12 år.  

### C
Spelet rekommenderas för personer över 15 år.  

### D
Spelet rekommenderas för personer över 17 år.

### Z
Spelet rekommenderas för personer över 18 år.  

## Tidigare åldersgränser
Dessa gränser användes fram till mars 2006.

### Free
Numera A.

### 12
Numera B.

### 15
Numera C.

### 18
Numera D och Z.